# Barry Flanagan
Barry Flanagan (* 11. Januar 1941 in Prestatyn, Wales; † 31. August 2009 in Santa Eulària des Riu, Spanien) war ein walisischer Bildhauer.

## Leben
Er studierte am Birmingham College of Art and Crafts (1957–1958), im Anschluss folgte ein Studium am St. Martin’s School of Art in London 1964. Von 1967 bis 1971 dozierte er an der St. Martin’s School of Art und der Central School of Arts and Crafts.
Er war Teilnehmer der Documenta 5 in Kassel im Jahr 1972 in der Abteilung Individuelle Mythologien: Video und auch auf der Documenta 7 im Jahr 1982 als Künstler vertreten. 1982 repräsentierte er Großbritannien auf der Biennale di Venezia.

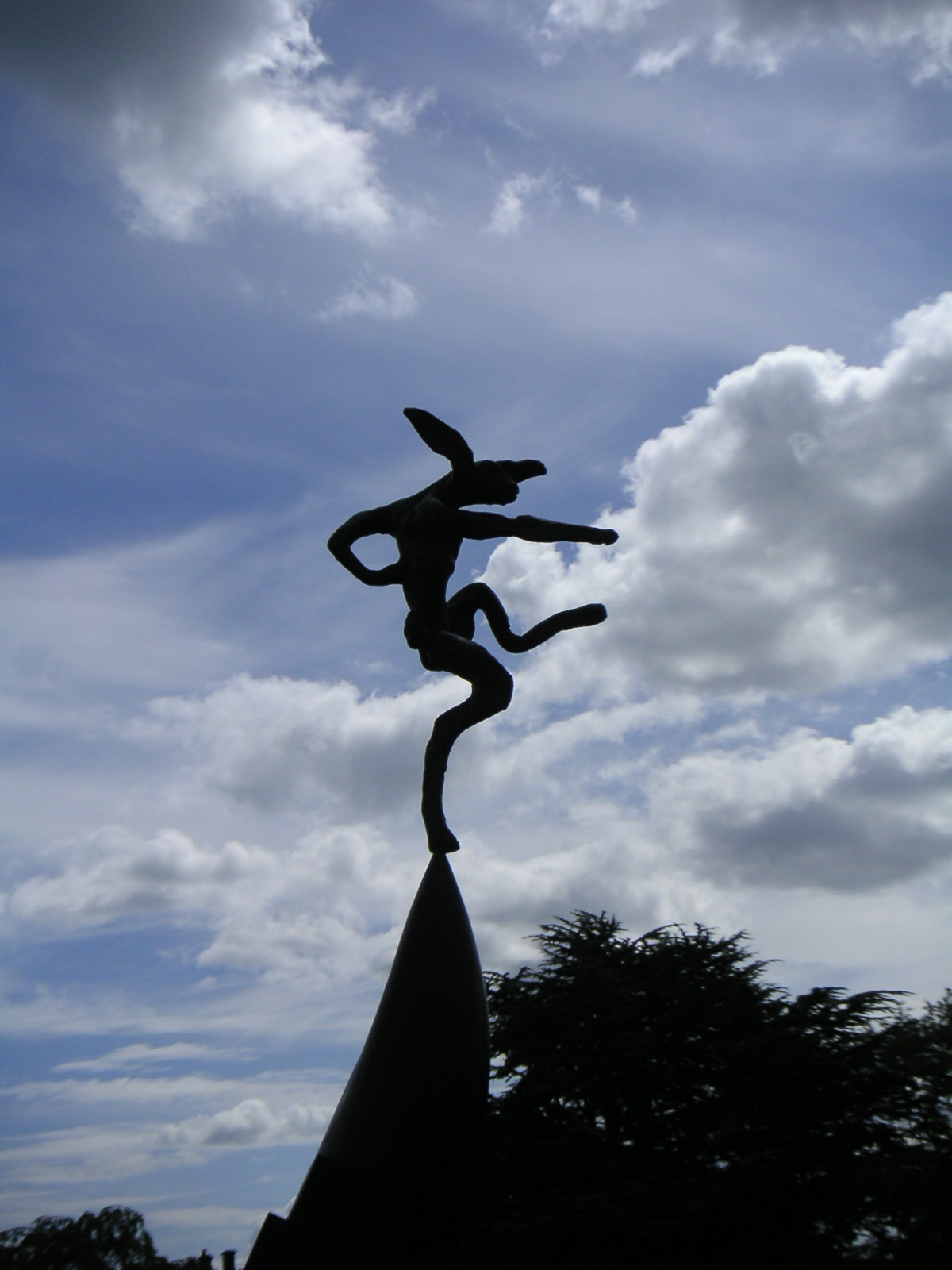
Large Nijinsky Hare on Anvil Point, Yorkshire Sculpture Park (England)

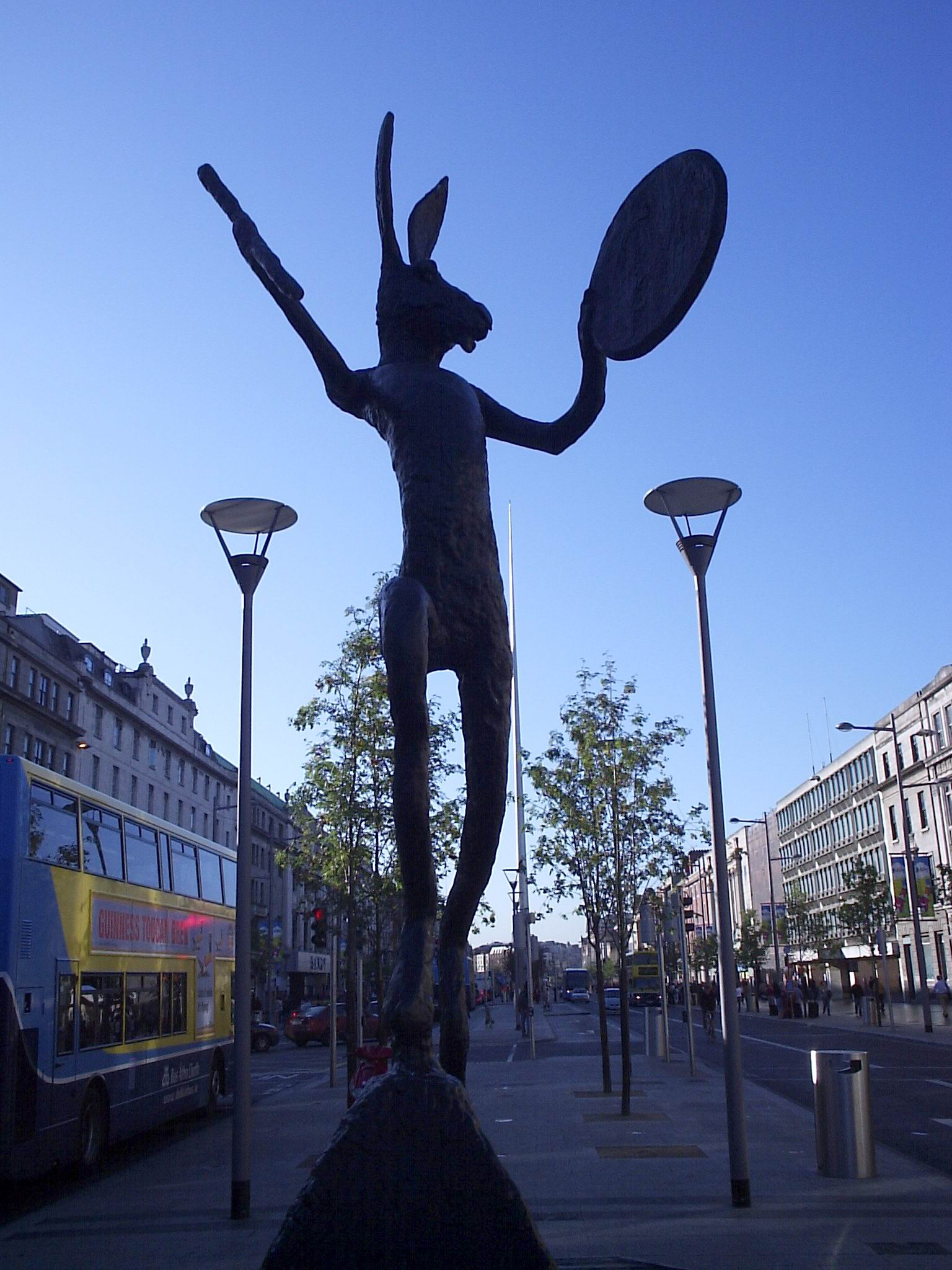
Dublin (Irland)

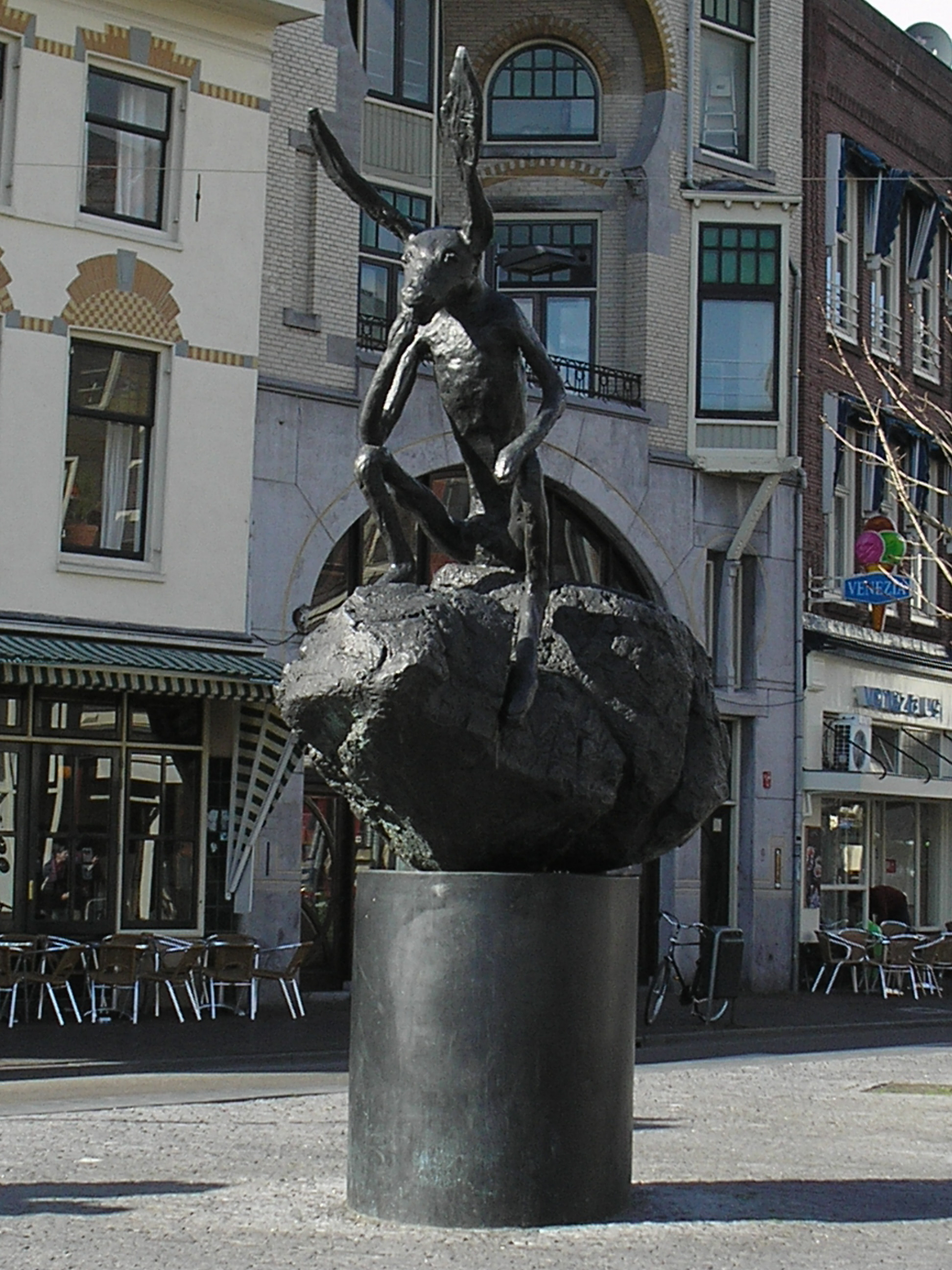
Utrecht (Niederlande)

Er starb im Alter von 68 Jahren an ALS.

## Werke in öffentlichen Sammlungen
Belgien
- SMAK Stedelijk Museum voor Actuele Kunst, Gent

Brasilien
- Museu de Arte Moderna do Rio de Janeiro, Rio de Janeiro

Deutschland
- Kunsthalle Weishaupt, Ulm
- Skulpturenpark Köln: Large Mirror Nijinski, Bronze, 1993

Frankreich
- FRAC - Pays de la Loire, Carquefou
- LAAC, Dunkerque
- Musée départemental d’art ancien et contemporain, Épinal
- Carré d’Art, Nîmes
- Bibliothèque nationale de France, Site Richelieu, Paris
- Fondation Cartier, Paris
- Musée du sourire, Paris
- Musée d’art moderne et contemporain de Saint-Étienne, Saint-Étienne
- Musée d’Art moderne et contemporain de Strasbourg, Strasbourg
- Lille Métropole Museum für Moderne Kunst, Zeitgenössische Kunst und Art Brut, Villeneuve d’Ascq
- FRAC - Rhône-Alpes, IAC - Institute d`art contemporain, Villeurbanne

Irland (Republik)
- Dublin City Gallery The Hugh Lane, Dublin
- Irish Museum of Modern Art – IMMA, Dublin

Italien
- Peggy Guggenheim Collection, Venedig

Japan
- Fukuoka Art Museum, Fukuoka
- Hakone-Open-Air-Museum, Hakone
- Koriyama City Museum of Art, Koriyama

Kanada
- Musée des beaux-arts de Montréal, Montreal, Quebec
- National Gallery of Canada – Musée des beaux-arts du Canada, Ottawa, Ontario

Niederlande
- Rijksmuseum Twenthe, Enschede

Österreich
- Sammlung Essl – Kunsthaus, Klosterneuburg

Portugal
- Museu Coleção Berardo, Lissabon
- Centro de Arte Moderna José de Azeredo Perdigão – Fundação Calouste Gulbenkian Centro de Arte Moderna

Schweiz
- Kunsthaus Zürich

USA
- Minneapolis Sculpture Garden: Hare on Bell on Portland Stone Piers
- Nerman Museum of Art, Overland Park, Kansas
- Runnymede Sculpture Farm, Woodside, Kalifornien

Venezuela
- Museo de Arte Contemporaneo de Caracas, Caracas

Vereinigtes Königreich
- Ulster Museum, Belfast (Nordirland)
- Dundee Contemporary Arts, Dundee (Schottland)
- Leeds City Art Gallery, Leeds (England)
- Tate Liverpool, Liverpool (England)
- Royal Academy of Arts, London (England)
- Tate Britain, London (England)
- John Creasey Museum, Salisbury (England)
- SCAG - Southampton City Art Gallery, Southampton (England)
- Yorkshire Sculpture Park – Wakefield, West Yorkshire (England)